# Daniel Timofte
Daniel Timofte (1 de outubro de 1967) é um ex-futebolista romeno que competiu na Copa Mundo de 1990.